# Peiping (Pékin)
Pour les articles homonymes, voir Beiping.

L'empereur Hongwu (洪武, 1328-1398)

Peip'ing, ou selon la romanisation du pinyin, Beiping (chinois : 北平 ; pinyin : Běipíng ; Wade : Peip'ing), signifie « Paix du Nord » en chinois, est un ancien nom de Pékin, qui signifie la « Capitale du Nord ».

## Peiping,La Paix du Nord(1368 - 1403)
La ville fut appelée Peiping, la « Capitale du Nord » de 1368 à 1403 sous la dynastie Ming. L'empereur Ming Hongwu qui venait de renverser le dernier empereur mongol Shundi, mis ainsi fin à la dynastie Yuan et déplaça la capitale de la Chine depuis Dadu (大都, « Grande Capitale » en chinois)  vers Nankin, ou la « Capitale du Sud ». Dadu était connu en Europe sous le nom mongol de Khanbalik (« La ville du Khan ») que rapporta Marco Polo.[citation nécessaire]

L'empereur Yongle (永樂帝, 1360-1424)

En 1403 l'empereur Ming Yongle soucieux de rebâtir l'empire fait de Peiping, sa capitale secondaire. Il renomme la ville Shuntian (t 順天, s 顺天, p Shùntiān, w Shün-t'ien, littéralement « Obéissant au Ciel ») et la région Beizhili (t 北直隸, s 北直隶, p Běizhílì, w Pei-chih-li) pour reprendre les noms de Yingtian (aujourd'hui Nankin). Quand son palais fut finalement terminé en 1420, l'empereur Yongle déplaça la plus grande partie de sa cour au nord. le nom de Jingshi (t 京師, s 京师, p Jīngshī, w Ching-shih, littéralement « Capitale ») cessa d'être utilisé pour Yingtian et fut dorénavant employé pour Shuntian. Les alentours de Yingtian prirent le nom de Nanjing et le nom de Pékin, la « Capitale du Nord », fut utilisé pour décrire la région directement administrée par la capitale (approximativement Hebei aujourd'hui).

## Peiping (1928 - 1949)

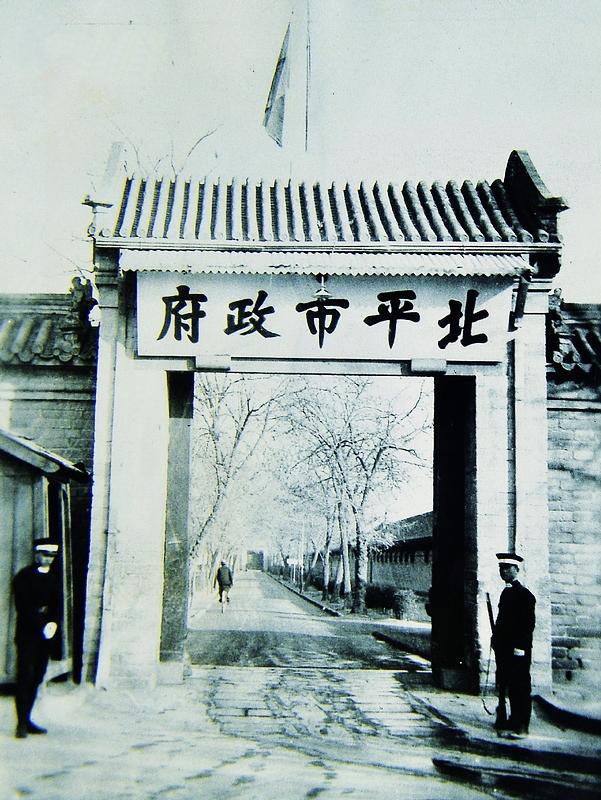
Entrée du gouvernement municipal de Peiping en 1935.

Le 8 juin 1928, la ville de Pékin est reprise à Zhang Zuolin par l'Armée nationale révolutionnaire du Kuomintang ; c'est la conclusion victorieuse de l'Expédition du Nord.
Le 28 juin 1928, Pékin est renommée Peiping par Tchang Kaï-chek, appellation qui perdure de 1937 à 1945, lorsque la ville est sous occupation japonaise et la capitale du régime fantoche de Tokyo, le « Gouvernement provisoire de la république de Chine » (1937–1940). L'Armée populaire de libération reprend la ville au forces du Kuomintang en janvier 1949, c'est la fin de la république de Chine sur le continent.
La ville fut renommée officiellement Pékin et désignée comme capitale de la nouvelle république populaire de Chine le 27 septembre 1949, lors de la première session plénière de la « Conférence consultative politique du peuple chinois ».
Par convention, les historiens de la Chine utilisent le nom de Peiping pour nommer la ville pendant cette période.

## Peiping et Taïwan (depuis 1949)

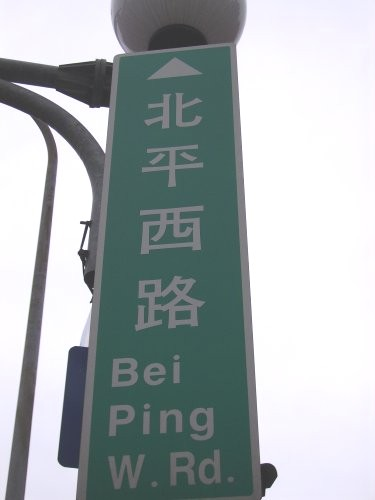
Signalisation routière pour Peiping West Road à Taïwan, où la ville de Pékin fut appelée Peiping pendant des décennies après 1949.

Pendant plusieurs décennies après 1949, la république de Chine de Taïwan, qui ne reconnait pas officiellement la république populaire de Chine sur la Chine continentale, continue d'appeler la ville Peiping.[citation nécessaire]